# Gle Alue Seungko
Gle Alue Seungko är en kulle i Indonesien.   Den ligger i provinsen Aceh, i den västra delen av landet, 1 800 km nordväst om huvudstaden Jakarta. Toppen på Gle Alue Seungko är 17 meter över havet.
Terrängen runt Gle Alue Seungko är platt. Havet är nära Gle Alue Seungko åt sydväst.